# Karl Romel
Karl (Karel) Romel, född 22 november 1922 i Split, Jugoslavien, död okänt år, var en jugoslavisk målare.
Romel studerade konst vid ett antal konst och målarskolor i Paris samt under ett stort antal studieresor i Europa. Han bosatte sig 1943 i Sverige och var här verksam fram till 1949 innan han flyttade från Sverige. Separat ställde han ut i Metropolbiografens foajé i Malmö 1949 och han medverkade i ett flertal samlingsutställningar.   